# Gräbenwiesen, Spechbach, Weidichberg und Birkenwald
Das Naturschutzgebiet Gräbenwiesen, Spechbach, Weidichberg und Birkenwald und das gleichnamige Landschaftsschutzgebiet liegen auf dem Gebiet der Gemeinden Mühlhausen und Angelbachtal im Rhein-Neckar-Kreis in Baden-Württemberg.
Das aus vier Teilflächen bestehende Naturschutzgebiet erstreckt sich östlich des Kernortes von Mühlhausen und westlich von Eschelbach, einem Stadtteil von Sinsheim. Westlich des Gebietes verläuft die Kreisstraße K 4271 und südwestlich die B 39.
Das Landschaftsschutzgebiet umschließt die Teilbereiche des NSG als Puffer- und Ergänzungsraum, es ist wesentlicher Bestandteil eines Biotopverbundes mit dem NSG.

## Bedeutung
Die Gebiete stehen seit dem 15. Dezember 1993 unter den Kenn-Nummern 2.170 (NSG) und 2.26.038 (LSG) unter Schutz. Es handelt sich um
- Reste einer ursprünglichen, landschaftstypischen Kulturlandschaft mit zahlreichen, ausgeprägten Strukturelementen wie Hohlwegen, kleinen Terrassen und Stufenrainen mit angepassten Pflanzengesellschaften wie Ackerwildkräuter, Halbtrockenrasen, Feuchtwiesen und -gebüsche, Erlenbruch- und Erlen-Eschen-Wälder,
- Waldangelbach und Rückhaltebecken mit Vorbecken als Brut-, Rast- und Überwinterungsraum für Wasservögel und um
- gewässerbegleitende Gehölzbestände.[4]